# Ле Фоле (Латина)
Ле Фоле је насеље у Италији у округу Латина, региону Лацио.
Према процени из 2011. у насељу је живело 104 становника. Насеље се налази на надморској висини од 30 м.